# 今宵花月夜
《今宵花月夜》是中華電視公司（華視）深夜音樂節目，播出期間是1995年4月3日至1996年4月12日，製作人葛福鴻、黃建福，主持人費玉清。節目內容包括歌手訪談和現場演唱，詹森雄指揮華視大樂隊（有時是吳威儀指揮孔鏘超級大樂團，孔鏘編曲）現場伴奏。華視主頻曾在2013年凌晨3:00～4:00時段重播該節目。2021年5月起，YouTube「華視懷舊頻道」上傳完整版節目。
華視最初設定《今宵花月夜》播出時段為21:00，但廣播電視事業發展基金不願意讓出廣電基金節目晚間時段（每週一至週五21:00～21:30），華視找不到更好的時段。費玉清不願待在黃金時段爭收視率，《今宵花月夜》深夜播出沒有收視率壓力，反而可以把節目做得更接近理想。因此《今宵花月夜》播出時段為0:00，但被觀眾抗議播出時段太晚，遇有特別節目時甚至延至1:00才能播出。
1995年1月9日，《今宵花月夜》開鏡，是費玉清首次單獨主持帶狀節目。華視企劃組組長葛士林表示，原先各方看好《今宵花月夜》播出時段為23:00～23:30，但《針線情》與《華視新聞雜誌》也會在同時段播出；若《今宵花月夜》播出時段延後到0:00以後，為了照顧更多觀眾，華視可能白天重播《今宵花月夜》一次。黃建福表示，他希望能把「文學」、「人性」與「生活」帶入《今宵花月夜》，並用流行音樂來捕捉時代變化。費玉清表示，23:30以前做節目有收視率壓力，節目愈晚、他愈高興。
詹森雄曾在《今宵花月夜》的單元〈春秋茶室〉接受費玉清訪問，並曾在該單元獨唱〈恩情深似海〉、〈你曾經愛過我〉、〈奈何〉、〈親密愛人〉、〈夢中人〉等歌曲。
1996年4月，受到製作費過高的大環境影響，《今宵花月夜》停播。1996年10月，華視獎頒獎典禮，《今宵花月夜》獲頒「最佳綜藝節目獎」，費玉清領獎。